# السارة
سارة محمد أبو نعمة القاضي المعروفة باسم السارة هي مغنية وكاتبة أغاني وصاحبة موسيقى عرقيّة أميركيّة-سودانيّة ولدت سنة 1982، قائدة فرقة السارة والنوبة تونز، وقدّمت عروضاً مع العديد من الفرق منها فرقة مشروع النيل، وفرق أخرى عديدة. اسمها الفنّي هو دمج بين اسمها الحقيقي «سارة» وأداة التعريف.

## الطفولة
ولدت السارة في الخرطوم، السودان، من والدين ناشطَين في حقوق الإنسان. عندما كانت في الثامنة، فرّت أسرتها من البلاد خلال انقلاب سنة 1989 من قبل الرئيس المقبل عمر البشير خوفاً من الهلاك على أنّهم منشقّين.
سكنوا في مدينة تعز اليمنيّة، قبل الفرار مرّة أخرى خلال الحرب الأهلية التي اجتاحت البلاد سنة 1994. وصلوا فيما بعد إلى الولايات المتّحدة طلباً للجوء السياسي واستقرّوا في بوسطن. في خضمّ هذا الاضطراب، وجدت سارة العزاء في الموسيقى، بالاستماع إلى التسجيلات المهرّبة في اليمن وأخذ دروس بيانو عرَضيّة من قبل صديق للعائلة.
في الولايات المتّحدة، غنّت في عدّة جوقات موسيقيّة، ودرست دراستها الثانويّة في مدرسة Pioneer Valley للفنون المسرحية العامّة. أتمّت دراستها الجامعيّة في جامعة Wesleyan، حيث كتبت أطروحة التخرّج عن موسيقة زار السودانيّة.

## المهنة
بعد التخرّج سنة 2004، انتقلت إلى مدينة نيويورك وبدأت مسيرة غناء احترافيّة باللغة العربيّة، واعتمدت الكثير من الأعمال المتنوّعة للعيش. ثمّ كانت المغنية الرئيسية لفرقة زنجباريّة تدعى «صوت الطرب».

### السارة والنوبة تونز
شكّلت السارة فرقة (السارة والنوبة تونز) سنة 2010، مع شقيقتها ناهد كصوت داعم، وعازف الإيتار الكهربائي  ملويتل كودجوفي، عازف العود لوثير هايغ مانوكيان (ثمّ استُبدل ببراندون تيرزيك بعد وفاته)، وعازف الإيقاع رامي العاصر من فرقة مقهى انتاريسا.
أطلقوا أوّل تسجيل لهم، Soukura EP، سنة 2014، ثمّ تبعها البومهم الكامل Silt لاحقاً في نفس السنة، أغنية “Soukura” التي تظهر في كلا الالبومين؛ لها فيديو مصوّر تم إصدار في 25 مارس 2014.
قامت الفرقة بجولات في هنغاريا، البرتغال، فرنسا والإمارات العربيّة المتحدة، المغرب، مصر، السويد وليتوانيا.

### أعمال أخرى
في 2010، أصدرت أغنية مصوّرة بعنوان «صوّت!» بالاشتراك مع مغنّي الراب أوديسي، لتشجيع المواطنين السودانيين على المشاركة في الانتخابات القادمة للبلاد.
تعاونت السارة مع عازف العود والحاخام زاك فريدمان في ألبوم One Bead (2012)، الاشتراك الأوّل من قبل فرقته  The Epichorus.
في 2013، أطلقت ألبوم Al Jawal، نتج عن تعاون مع المنتج الفرنسي ديبرويت، أصدرت من قبل تسجيلات ساوندواي.
وأدّت في مهرجان المصالحة الموسيقي التابع للفرقة الصومالية Waayaha Cusub، وهو أول مهرجان موسيقي في مقديشو منذ 20 عاماً.  ساهمت بأداء أغنية “salaam Nubia” في البوم (أسوان) لمينا جرجس ومكليت هاديرو أعضاء فرقة مشروع النيل، الذي تمّ تسجيله على الهواء بعرض مباشر في أسوان، مصر.
برزت في الوثائقي “Beats of the Antonov” الصادر سنة 2014 والحائز على جائزة أفضل وثائقي باختيار الناس في مهرجان تورنتو للأفلام العالميّة 2014.

## الذوق الموسيقي
تُصنّف السارة كلّاً من حمزة الدين وعبدالقادر سالم من بين أفضل فناني النوبيين والسودانيين.

## التسجيلات

### ألبومات منفردة
الجوال، 2013، شركة ساوندواي، مع ديبرويت.

### مع السارة والنوبة تونز
- Silt (2014)، إنتاج شركة ووندرويل
- Soukura EP(2014)، إنتاج شركة ووندرويل
- Manara(2016)، مإنتاج شركة ووندرويل

#### الفيديوهات الموسيقيّة
- “Soukura” (2014)
- “Habibi Taal” (2014)
- “Ya Watan” (2016)

### مع الايبيكوروس
- One Bead (2012)

#### شراكات أخرى
- مشروع النيل، أسوان (2013)، فنان مشارك بأغنية (Salaam Nubia)
- كابتن بلانيت، “Esperanro Slang”(2014)، فنان مشارك بأغنية  (Safaru)
- ديكستر ستوري، Wondem (2015)، ملحّن وفنان مشارك بأغنية (Without an Address)

## روابط خارجية
- السارة على موقع IMDb (الإنجليزية)
- السارة على موقع ديسكوغز (الإنجليزية)